# أم بادر (مدينة)
أم بادِر مدينة في ولاية شمال كردفان بالسودان على ارتفاع 691 متر تقريباً فوق سطح البحر (2270 قدم)، وتبعد عن العاصمة الخرطوم بحوالي 600 كيلومتر (375 ميل). وتقع على ضفاف بحيرة تعرف بإسمها، في منطقة غنية بالموارد الطبيعية والمعدنية أهمهما معدن الذهب، وهي مركز رئيسي لقبيلة الكواهلة، إحدى كبرى قبائل السودان.

## التسمية
سميت على اسم بحيرة أم بادر.

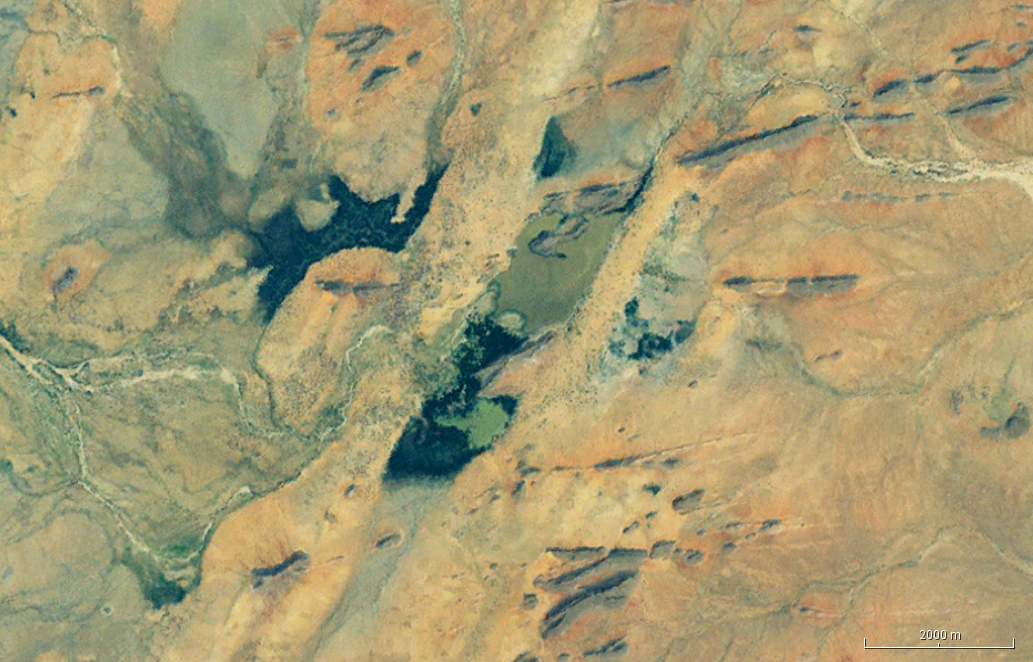
بحيرة أم بدر

وتكتب بالحروف اللاتينية بأكثر من تهجئة، فهي أحياناً Umm Badr وأحياناً أخرى Um Badr

## التاريخ
اشتهرت بحادثة «كسر قلم مكمايكل»، التي صارت مضرب الأمثال في مقاومة الإستعمار والتحدي. تقول قصة الحادثة، إن مدير مديرية (محافظة) كردفان إبان الحكم الثنائي السير ماكمايكل كان يصدر أحكامه في النزاعات التي تقع بين قبائل وبطون المنطقة، وفي نزاع وقع بين قبيلة الكواهلة التي تسود المنطقة وإحدى القبائل المنافسة لها، حكم ماكمايكل ضد الكواهلة وقرأ منطوق حكمه من ورقة وقع عليها بالقلم، رفض زعيم كواهلة كردفان عبد الله ود جاد الله الحكم منفعلاً وأمسك بقلم ماكمايكل وكسره احتجاجاً على الحكم.

## الموقع
تقع بين مناطق قبائل الحمر والكبابيش على خط عرض 14 درجة و 13 دقيقة و 60 ثانية وخط طول 27 درجة و 56 دقيقة و 60 ثانية على وتقع على تخوم حزام السافانا الفقيرة مع المنطقة الصحراوية بشمال غرب السودان.

## الطوبغرافيا والبيئة النباتية
تتخلل المنطقة عدة أودية موسمية تفيض بمياه الأمطار الموسمية، مثل وادي دردق، ووادي حامد قيلي، ووادي السنط، ووادي غندور، ووادي الخين، وعديد موية، وخور أم دوماية. كما تنتشر فيها بعض التلال مثل جبل أبو تومات وجبل أم خصوص وجبل روراو وجبل صنقر وجبل شخيب وقرون أم بادر وجبال حبيسة وبرتلة. والكثبان الرملية في الشمال.
ومن أبرز معالم البيئة النباتية غابة عديد موية في الشمال الشرقي وغابة دبيب في الجنوب.
تنمو في منطقة أم بادر أشجار السنط والحراز .

## المشاكل البيئية
من المشاكل البيئية في أم بادر تعرض الغابات في السنوات الأخيرة للتلف بسبب تذبذب كميات الأمطار والرعي الجائر وقطع الأشجار لإستخدام أخشابها كحطب وقود، فضلاً على الزحف الصحراوي.
كما يتصدر شح المياه في موسم الجفاف مشاكل المنطقة.

## مشروع سد أم بادر
تم تنفيذه في إطار ما يعرف في السودان بمشاريع حصاد المياه بشمال كردفان بواسطة شركة صينية لحجز المياه خلال موسم الأمطار وتخزينها في بحيرة أم بادر، وهو سد خرساني يقع في مجرى وادي موسمي تحيط به سلسلة من الجبال في نصف دائرة، ويقوم السد بتجميع مياه الأمطار في مساحة تبلغ 458 كيلومتر مربع وسعته حوالي 4,100,000 متر مكعب.

## مشروع جريح السرحة
هو عبارة عن مشروع رعوي يهدف إلى توطين العرب الرحل تم تدشنه في عام 1973 م، ويقع شمال غرب المدينة ويشق المشروع وادياً يمتلأ بالمياه في الموسم المطير.
وتوجد بضع ترع (المفرد ترعة وهي القناة) للمياه منها ترعة الوكيل، وترعة أم خصوص، وترعة السواني.

## الإدارة
تعتبر أم بادر وحدة إدارية من وحدات محلية سودري الإدارية الثلاثة التابعة لولاية شمال كردفان. وتقع في الجزء الجنوبي الغربي للمحلية كمنطقة تماس حدودي مع محلية أم كدادة بولاية شمال دارفور .

## الإدارة الأهلية
تضم أم بادر مقر الإدارة الأهلية لقبيلة الكواهلة التي كانت تعرف بنظارة الكواهلة وكان يتولاها الناظر محمد فضل الله الأعيسر الملقب بالهرديمي قبل وفاته، حيث تغير لقب النظارة ليصبح إمارة وبالتالي تحول لقب الناظر إلى أمير. وكان الأمير أحمد محمد فضل الله الأعيسر هو أول من حمل هذا اللقب وخلفه إبنه الأمير الحالي عبد الله أحمد محمد فضل الله.

## اقتصاد المدينة
يمارس السكان الرعي وتربية الحيوان في نشاطهم الاقتصادي وتعتبر منطقة أم بادر واحدة من مناطق السودان الغنية بالثروة الحيوانية، لوجود غطاء نباتي وموارد مائية موسمية تشكل مراعي طبيعية لتربية الحيوان في الفصل المطير، وتشمل الثروة الحيوانية الإبل      والضأن والغنم.
كما يمارس السكان الزراعة والبستنة، وتتكون المحاصيل الرئيسية من الذرة الرفيعة والدخن والخضروات.
وفي الآونة الأخيرة شمل النشاط الاقتصادي بالبلدة قطاعاً جديداً هو قطاع التنقيب عن الذهب الذي أصبح مورداً اقتصادياً مهماً في المدينة أدى إلى إنعاش بقية القطاعات، خاصة قطاع الخدمات بسبب تدفق أعداد كبيرة من عمال التنقيب من مختلف بقاع السودان، والذين يحصلون على احتياجاتهم المعيشية اليومية من أسواق المدينة كالأطعمة والمشروبات والملابس ورصيد الهواتف بل سيارات الدفع الرباعي وأدوات ومعدات الكشف عن المعادن. وهناك عدد من المصافي والطواحين والأحواض البسيطة التي تستخدم في استخلاص الذهب ما علق به من أتربة وحبيبات صخرية ورملية. ولكن من ناحية أخرى أدى توافد أعداد كبيرة من الباحثين عن الذهب إلى حدوث مشاكل في المدينة من حيث الضغط على الخدمات الصحية والأمنية والمياه فضلاً على التأثير السلبي على سلامة البيئة بسبب الزحام والسلوك غير الصحي الذي يؤدي إلى تفشي بعض الأمراض.
يوجد الذهب في مناطق أم خصوص والزرافي وجريح السرحة وغيرها.

## الأسواق
| - سوق الماشية والإبل | - سوق الذهب |

## التعليم
توجد في أم بادر خمسة مدارس وهي:
1) مدرسة أم بادر الشمالية أساس بنين
2) مدرسة أم بادر الجنوبية أساس بنين
3) مدرسة أم بادر أساس بنات
4) مدرسة أم بادر الثانوية بنين
5) مدرسة أم بادر الثانوية بنات
وتوجد في كل القرى التابعة لها مدارس أساس إضافة إلى تعليم الخلاوي وحفظ القرآن ومدارس محو الأمية ومدارس البدو (الرحّل).

## الرعاية الصحية
هناك مستشفى واحد بالمدينة هو مستشفى أم بادر الريفي.

## السكان
يبلغ عدد السكان حوالي 12 ألف شخص، وهو رقم قابل للزيادة بسبب توافد اعداد كبيرة من الناس الباحثين عن معدن الذهب في المنطقة.

## الأحياء
| - حي دردق وأم بادر وسط - حي البان جديد وأم بادر شمال - حي ود أرباب - حي دار بحر - حي عديد موية | - حي العبابدة - حي ود بياع وأم بادر جنوب - حي البقيراب |  |

المسافة بين أم بادر وبعض المدن والمناطق القريبة منها:
| اسم المدينة/القرية | المسافة بالكيلومتر | المسافة بالميل |
| ------------------ | ------------------ | -------------- |
| أم خصوص            | 36                 | 22             |
| صنقر               | 31                 | 19             |
| النهود             | 178                | 110            |
| الأبيض             | 273                | 169            |
| الفاشر             | 290                | 180            |
| نيالا              | 411                | 255            |
| كادوقلي            | 407                | 253            |

## أم بادر في الأدب السوداني
اشتهرت أم بادر بقصيدة تراثية مأثورة تغنى بها عدد كبير من الفنانين والفنانات بالسودان. وكانت الفنانة أم بلينا السنوسي أولهم ومن بينهم الفنان حمد الريح والفنان عبد الرحمن عبد الله، وقد جاء لحن أغنية القصيدة على السلم الخماسي، بإيقاع يعرف باسم إيقاع الَجّرارِي وهو نابع من بيئة المنطقة المتمثلة في حركة سير الإبل الهادئة على سهول المنطقة وكثبانها. وفي إيقاع الجراري التقليدي يقف الرجال في حلقة الرقص ويحمحمون بأصوات مكتومة وعند سماع الحمحمة تدخل البنات الحلقة ويرقصن. تقول القصيدة وهي بلهجة دار الكَواهْلة المحلية السودانية:
الليلة والليلة
دار أم بادر يا حِلَيلَة
بَرِيدْ زُولِي
زُولاً سَرّب سَرْبَة
خَلّى الجبال غَرْبا
اعطُوني ليَّ شَرْبَة
خَلُّوني نَقُصْ دَرْبَه
يا والدة سِيبِيني
الَجرَّارِي رَاجِينِي
زُولاً سَمْحَ الصُورةْ
بَالفاتْحَة بَنْدُورَهْ 
وتتحدث الأغنية عن الحنين إلى أم بادر وعن الحبيب جميل الصورة الذي غادرها نحو الغرب من جبالها ومحاولة اقتفاء أثره والاقتران به بقراءة سورة الفاتحة، أي عدم طلب أي مهر مادي.
كما حظيت أم بادر بأعمال شعراء سودانيين كبار منهم الشاعر الشهير الناصر قريب الله الذي قال عن أم بادر في قصيدة عنوّنها بإسمها ويترنم بها عبد الكريم الكابلي:
أي حظ رزقته في الكمال واحتوي سره ضمير الرمال
فتناهي إليك كل جميل قد تناهي إليه كل جمال
وكأن الحصباء فيك كرات قد طلاها بناصع اللون طالِ 
وتعالت هضابك المشرئبات إلي مورد السحاب الثِّقال
قادني نحوهن كل كثيبٍ قد تبارى مع الصفاء في المقالِ
هي حسناء تزدهيها المرايا ذات صدر مفوف الوشي حال 
قد تحاشي ظلالها السفر لما أطرقت للمياه والأوحال
يا ديارا إذا حننت اليها فحنين السجين للترحال
ينفذ النور نحوها فيوافي من رقيق الظلام في سربالِ
ما أخوها الجريء يأمن عقباها وان كان صائد الرئبالِ 
كم لوادي الوكيل عندي ذكرى زادها جدة مرور الليالِ
وفتاة لقيتها ثَمّ تجني ثمر السنط في انفراد الغزالِ 
تمنح الغصن أسفلي قدميها ويداها في صدر آخر عالِ
فيظل النهدان في خفقان الموج والكشح مفرطا في الهزالِ
شاقني صوتها المديد تناجي، والعصافير، ذاهب الآمالِ 
إن تكن يا سحاب بللت ثيابي بماء دمعك الهطالِ
فجزى الكاهلية الحب عني ما جزتني عن جُرأتي وإتصال
يا ديارا إذا حننت إليها كحنين السجين للترحالِ
لست أنساك والبروق تجاوبن وروح النهار في اضمحلالِ
كذلك أوردها الكاتب السوداني حسن نجيلة في كتابه «ذكرياتي في البادية».

## أعلام أم بادر
عرفت أم بادر في تاريخها هجرة علماء وشعراء وزعماء من قبائل الرحل في الصحراء الكبرى فاستقبلت الشريف أبو عسرية الأخضر الجزائري من أهل ورقلة بولاية الأغواط بالجزائر وهو حفيد العلامة محمد ابن المشري السباعي، صاحب كتاب «الجامع لما افترق من العلوم»، وسكن بها المجاهد حسن التايب الليبي الورفلي وهو أحد أنصار عمر المختار، القائد الليبي الذي حارب الإستعمار الإيطالي، كما أقامت فيها «مريم مينا» إحدى زوجات الشيخ «مربيه ربو» ابن الشيخ ماء العينين الحسني. كذلك استوطن فيها لفترة طويلة عالم الإنثربولوجيا الألماني كورت بيك Kurt Beck، والأستاذ بمدرسة الدراسات الإفريقية بجامعة بيروت العالمية، والكاتب البريطاني مايكل إيشر Michael Asher مؤلف كتاب صحراء تحتضر «A Desert Dies». ومن أبرز أعلام المدينة أيضاً فضل الله علي فضل الله المتوفي في عام 2000 الذي كان وزيرا للعمل في حكومة الصادق المهدي وله عدة مؤلفات عن الإدارة والحكم والتنمية.